# 特羅伊尼亞基
49°37′35″N 33°17′52″E / 49.62639°N 33.29778°E
特羅伊尼亞基（烏克蘭語：Тройняки），是烏克蘭中部的村莊，隸屬波爾塔瓦州的克雷門丘克區。該村處於霍羅爾河左岸，分別距離巴庫米夫卡1.5公里和沃夫巴西夫卡2.5公里，海拔高度89米，2001年人口98。